# Beddomeia camensis
Beddomeia camensis é uma espécie de gastrópode  da família Hydrobiidae.
É endémica da Austrália.